# Las Ventas con Peña Aguilera
Las Ventas con Peña Aguilera település Spanyolországban, Toledo tartományban. Las Ventas con Peña Aguilera Mazarambroz, Retuerta del Bullaque, San Pablo de los Montes, Menasalbas, Cuerva és Pulgar községekkel határos. Lakosainak száma 1118 fő (2024).

## Népesség
A település népessége az utóbbi években az alábbiak szerint változott:
| Lakosok száma | 1410 | 1410 | 1357 | 1338 | 1301 | 1189 | 1144 | 1109 | 1109 | 1118 |
|               | 2001 | 2004 | 2007 | 2009 | 2012 | 2014 | 2017 | 2019 | 2022 | 2024 |